# Димитър Грозданов (революционер)
 Тази статия е за деецът на ВМОРО.  За художника вижте Димитър Грозданов.  
Димитър Петров Грозданов е български духовник и революционер, деец на Вътрешната македоно-одринска революционна организация.

## Биография
Димитър Грозданов е роден през 1867 година в битолското село Цапари, тогава в Османската империя, днес в Северна Македония. Присъединява се към ВМОРО и участва в Илинденско-Преображенското въстание в 1903 година като селски войвода. От 1904 година е свещеник в родното си село. Убит е от турци на 16 април 1908 година в Гявато.